# Pittsburgh
Pittsburgh är den näst största staden i delstaten Pennsylvania i USA och huvudort i Allegheny County. Staden kallas ibland "Stålstaden" och förkortas populärt "the Burgh". Enligt vissa källor har Pittsburgh med sina 446 broar flest i världen. Själva staden Pittsburgh har 305 704 invånare och storstadsregionen har 2 351 192 invånare. Pittsburgh är kulturellt och ekonomiskt centrum i mid atlantiska regionen.  Tack vare faktorer som låg boendekostnad, god infrastruktur och utbildningsmöjligheter rankas Pittsburgh som en av de städer med högst livskvalitet i USA. 2007 utsågs Pittsburgh till "America's Most Livable City" av Places Rated Almanac.

## Geografi

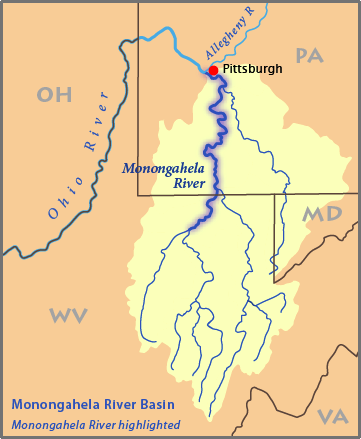
Kartbild med Pittsburghs placering i förhållande till floder och delstatsgränser.

Pittsburghområdet är mycket kuperat. Stadens centrum ligger där Alleghenyfloden och Monongahelafloden flyter samman, och bildar Ohiofloden som i sin tur mynnar ut i Mississippifloden. Platsen där floderna flyter samman kallas The Point.
Från Mount Washington, en stadsdel drygt hundra meter högre än stadskärnan finns en utsikt över staden och där det går att se cirka 20 stora broar (de flesta gula) över de tre floderna. För att komma upp på Mount Washington går det att ta någon av de två bergbanorna som byggdes i slutet av 1800-talet, som då var ångmaskinsdrivna.
Nöjesdistriktet ligger söder om Monongahelafloden ("south side"), börjar på Station Square och fortsätter längre ned på East Carson Street, mellan 10th St. Bridge och Birmingham Bridge. Ett nytt område håller på att breda ut sig söder om Birmingham Bridge ned mot Hot Metal Bridge.
The strip district söder om Allegheny floden är ett gammalt slumområde som blomstrat upp till kulturkvarter, dit många Pittsburghbor åker och handlar i småbutikerna på lördagar. Området är också ett nöjesdistrikt och ett disco ligger i en före detta kyrka.

### Klimat
Klimatet i Pittsburgh är inlandsklimat med relativt varma fuktiga somrar och kalla vintrar. Närheten till de stora sjöarna ger en så kallad "Lake effect", det vill säga att sjöarna påverkar temperatur och nederbörd. En sådan effekt är området kring Pittsburgh som får mer snö än det annars borde få. Somrarna karaktäriseras av återkommande kraftiga åskväder.
Genomsnittliga medeltemperaturer:
|                                            | Jan | Feb | Mar | Apr | Maj | Jun | Jul | Aug | Sep | Okt | Nov | Dec |
| ------------------------------------------ | --- | --- | --- | --- | --- | --- | --- | --- | --- | --- | --- | --- |
| Normaldygnets maximitemperaturs medelvärde | 3   | 4   | 10  | 17  | 22  | 27  | 29  | 28  | 24  | 18  | 12  | 6   |
| Normaldygnets minimitemperaturs medelvärde | −7  | −6  | −2  | 3   | 9   | 13  | 17  | 16  | 12  | 5   | 1   | −4  |
|                                            |     |     |     |     |     |     |     |     |     |     |     |     |
| Nederbörd                                  | 66  | 63  | 82  | 78  | 103 | 100 | 99  | 80  | 80  | 60  | 78  | 73  |

| Diagram | temperaturer i °C • månadsnederbörd i mm | temperaturer i °C • månadsnederbörd i mm | temperaturer i °C • månadsnederbörd i mm | temperaturer i °C • månadsnederbörd i mm | temperaturer i °C • månadsnederbörd i mm | temperaturer i °C • månadsnederbörd i mm | temperaturer i °C • månadsnederbörd i mm | temperaturer i °C • månadsnederbörd i mm | temperaturer i °C • månadsnederbörd i mm | temperaturer i °C • månadsnederbörd i mm | temperaturer i °C • månadsnederbörd i mm | temperaturer i °C • månadsnederbörd i mm |
|         | 66 3 -7                                  | 63 4 -6                                  | 82 10 -2                                 | 78 17 3                                  | 103 22 9                                 | 100 27 13                                | 99 29 17                                 | 80 28 16                                 | 80 24 12                                 | 60 18 5                                  | 78 12 1                                  | 73 6 -4                                  |

## Historia

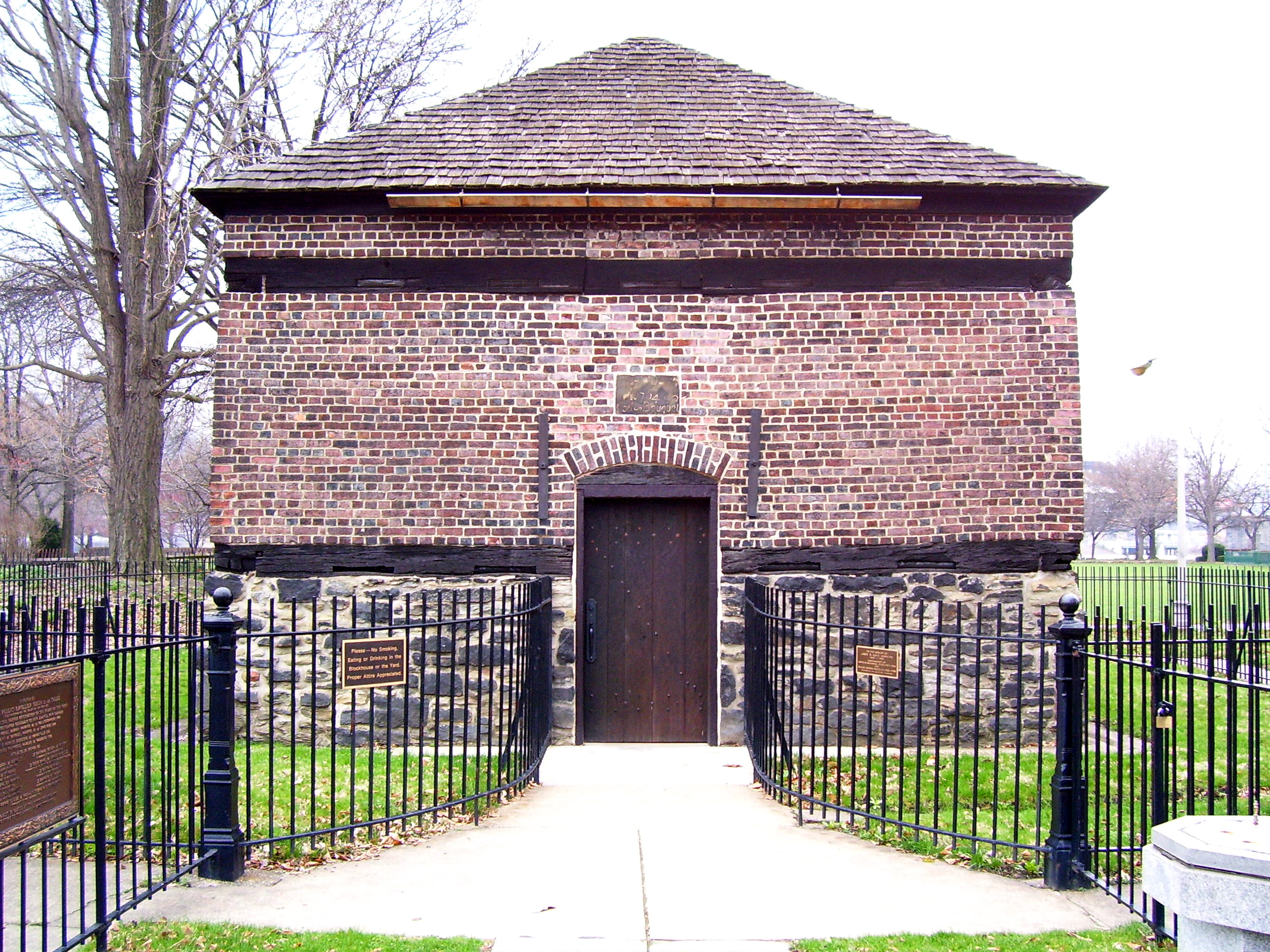
Fort Pitt Blockhouse, från 1764, är det äldsta bevarade byggnadsverket i Pittsburgh stad.

### Namnet Pittsburgh
Platsen där de tre floderna flyter samman, the Point, var betydelsefull redan för urbefolkningen som bodde i området innan de första européerna kom till Nordamerika. Platsen användes bland annat som handelsplats för skinn och pälsar. Frankrike och Storbritannien kom att konkurrera om herraväldet över Nordamerika och the Point fick en strategisk betydelse. Båda makterna stred om the Point, men det var britterna som slutligen tog kontroll över platsen och byggde här 1759 Fort Pitt, på samma plats som fransmännen tidigare hade låtit uppföra Fort Duquesne. Fort Pitt blev en av britternas viktigaste militäranläggningar i Nordamerika.
Det var general John Forbes som 1769 döpte om fortet från fransmännens Fort Duquesne till Fort Pitt efter den brittiska premiärministern William Pitt. Samhället som växte upp omkring fick namnet Pittsbourgh, senare Pittsburgh. Men stadens namn har inte alltid stavats med ett H på slutet. Mellan 1891 och 1911 så stavades stadens namn Pittsburg efter ett beslut av United States Board on Geographic Names. Organisationen ville standardisera stavningen av namn på geografiska platser, men efter protester från invånarna i staden ändrades namnet tillbaka igen. De ville inte bli ihopblandade med de otaliga andra Pittsburg som finns i USA. Att H'et kom att utgå i några år berodde på att någon glömt H'et i ett formellt dokument 1816.

### Industrialismens utveckling
Pittsburgh har haft en viktig roll i industrialismens utveckling i USA. Bland annat var det här som Andrew Carnegie under senare delen av 1800-talet blev en av världens rikaste män. Han föddes i Skottland och växte upp under fattiga förhållanden. Familjen emigrerade till USA och Carnegie fick efter ett tag jobb inom järnvägen, den tidens framtidsbransch. Hans rikedom grundlades genom flera lyckade investeringar inom järnvägs- och stålindustrin. Carnegie gav bort största delen av sin förmögenhet till bibliotek, museum, skolor och liknande ändamål. Till exempel Carnegie Hall i New York uppfördes med hans hjälp. I Pittsburgh finns bland annat bibliotek, ett museum och ett universitet som bär hans namn.

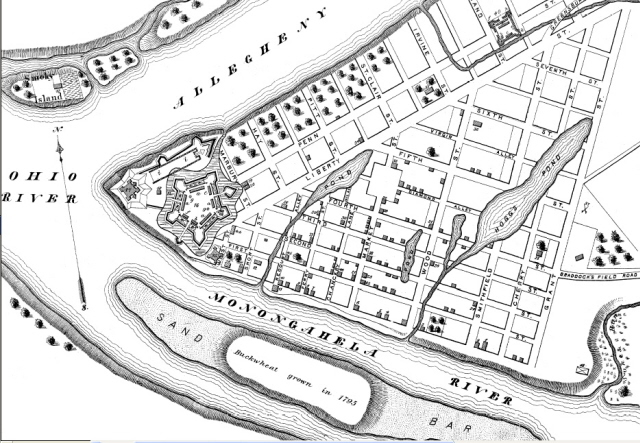
Karta över Pittsburgh 1795

### Olja och stål
Olja har producerats i Pennsylvania sedan 1859 då Edwin Drake fann den första oljan i Titusville norr om Pittsburgh. Han borrade med en vattenborrutrustning och fann olja på 22 meters djup. Edwin var finansierad av en grupp män som låtit en forskare undersöka råoljan och han upptäckte att den gick att destillera. Det man var ute efter var lampolja, det fanns en ökande efterfrågan och valarna räckte inte till. Edwins fynd ledde till att borrtornen kom att stå mycket tätt. När marken tog slut sålde markägarna rätten att borra ute i floden Oil Creek. Från början fraktades oljan i laggkärl med häst och vagn genom skogen. Senare fraktades laggkärlen med båtar nedför floden Oil Creek, båtarna kan liknas vid gondoler med en mans besättning, han stod längst akterut med en styråra. Det var en stor båtolycka vid Oil City där flera båtar fastnade vid en bro, med oljeutsläpp som följd. Sedermera tog järnvägen över transporterna. Men det fanns en viss oljeutvinning redan tidigare i området, indianer och nybyggare lade ut länsar i floderna och samlade upp olja som sipprar ut ur marklagren, men den användes oftast i "medicinskt" syfte, man visste att oljan brann men den rök för mycket för att kunna användas som bränsle. Det pumpas fortfarande upp en del olja och gas i Pennsylvania. Företagen PennzOil och Quaker State härstammar från Pennsylvanias oljeutvinning.
Rikliga fyndigheter av järn och stenkol i området runt Pittsburgh gjorde staden till USA:s centrum för ståltillverkning. Under andra världskriget tillverkades största delen av USA:s stål här, med vilket kriget kunde vinnas. Invånarantalet växte kraftigt under denna tiden. Sedan kriget har stålets betydelse gradvis minskat och nu har råvaruindustrin ersatts med mer högteknologisk industri som bland annat bioteknik och datateknik.

### Pittsburgh Agreement
Det var i Pittsburgh den 31 maj 1918 som en grupp av tjecker, slovaker och rusiner undertecknade vad som kallas the Pittsburgh Agreement. Dokumentet förklarade att invånarna i Böhmen, Mähren, Schlesien och Slovakien avsåg att bilda en ny stat. Oktober samma år utropades den nya staten Tjeckoslovakien.

## Ekonomi och industri

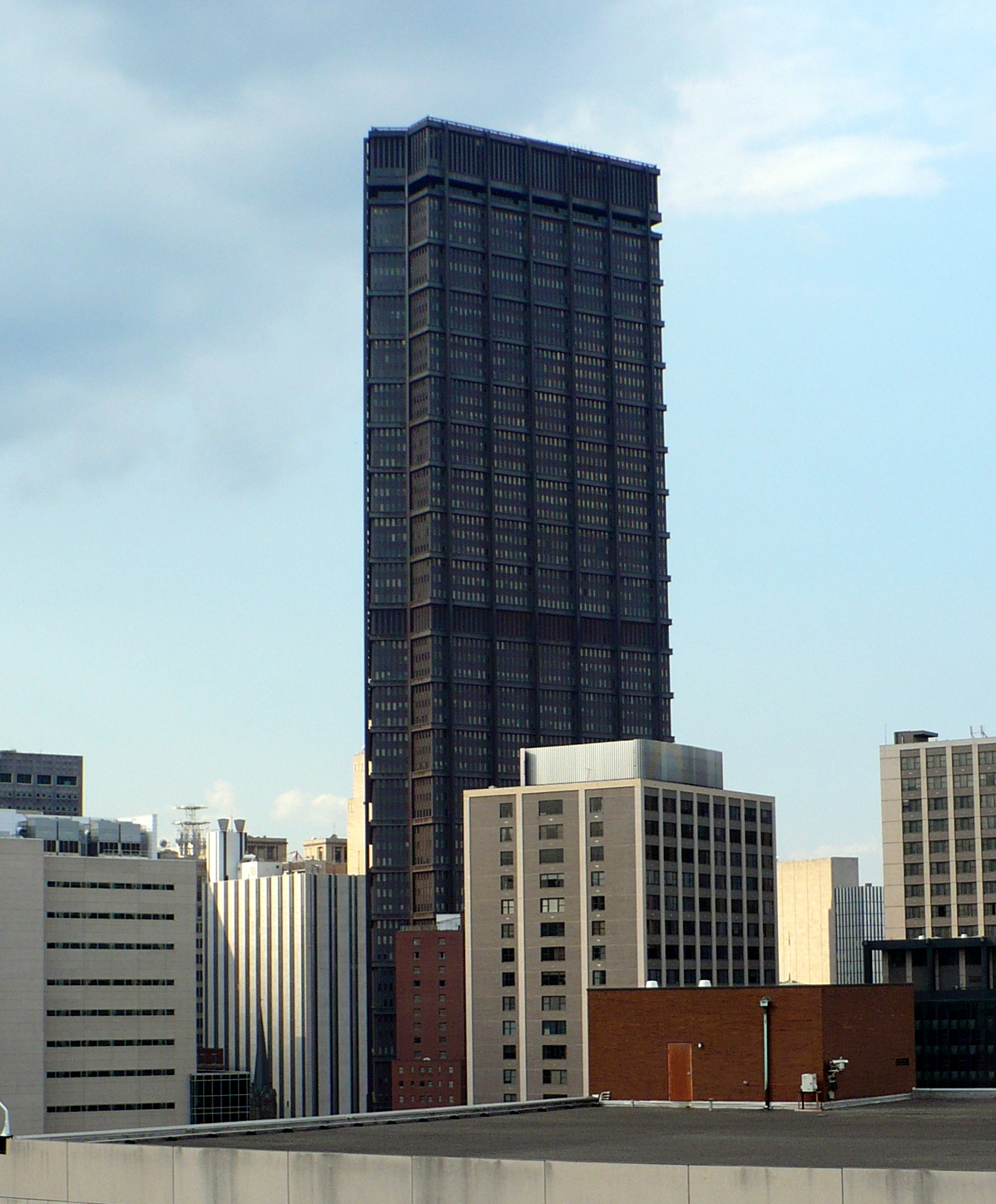
US Steel Tower, downtown Pittsburgh.

Pittsburgh är känd som Stålstaden men i dagsläget (2005) finns bara ett stålverk kvar i drift inom stadsgränsen. US Steel har fortfarande sitt huvudkontor i US Steel Tower, vilken är Pittsburghs högsta byggnad och är belägen i downtown. Företaget är dock rankat som 7:e största stålföretaget i världen baserat på försäljning.
I Pittsburgh har den världskända ketchuptillverkaren Heinz sitt huvudkontor. Företaget grundades av Henry Heinz som föddes 1844 i stadsdelen Birmingham (South Side).
Det välkända klädföretaget American Eagle Outfitters har sitt huvudkontor i South Side, Pittsburgh. Företaget grundades 1977. År 2000 köpte American Eagle delar av kanadensiska Dylex Limited och blev därmed ett internationellt företag.
Iron City Brewing Company är Pittsburghs största bryggeri och dess mest kända öl är Iron City. År 2007 var företaget nära konkurs men köptes upp av Unified Growth Partners som döpte om företaget ifrån Pittsburgh Brewing Company till Iron City Brewing Company.
Penn Brewery är ett mikrobryggeri som producerar öl enligt en bayersk tradition och säljer öl över stora delar av Pennsylvania samt även andra stater.
Pittsburghs största tidning är Pittsburgh Post Gazette.
Pittsburgh-baserade Giant Eagle är regionens (västra Pennsylvania, Ohio, West Virginia och Maryland) ledande dagligvarukedja.

## Högre utbildning och forskning
Det finns tio universitet i Pittsburgh. Det största är University of Pittsburgh, populärt kallat Pitt, med 34 000 studenter och 12 000 anställda. Pitts campus ligger i stadsdelen Oakland. På dess campus finns den välkända Cathedral of Learning, vilken med sina 163 meter är världens näst högsta universitetsbyggnad.
Övriga kända universitet är Carnegie Mellon University, CMU, med ungefär 10 000 studenter och Duquesne University, ett katolskt universitet med också ungefär 10 000 studenter.
I Pittsburgh finns också University of Pittsburgh Medical Center, UPMC, vilket är ett av USA:s främsta universitetssjukhus.

## Transporter och kommunikation
Ungefär 16 km väster om Pittsburgh ligger Pittsburgh International Airport (IATA: PIT) som förser regionen med flygförbindelser.
Kollektivtrafiken i Pittsburgh med omnejd sköts av Port Authority of Allegheny County, också känt som Port Authority eller PAT. Bolaget driver förutom busstrafiken också en spårväg, the Light Rail Transit eller the T, som övergår till en tunnelbana i downtown. The T trafikerar downtown och de södra stadsdelarna. Monongahelabergbanan drivs också av Port Authority of Allegheny County och Duquesnebergbanan drivs av the Society for the Preservation of Duquesne Heights Incline.
Det finns också en Amtrak och en Greyhound station downtown.

## Sport
Pittsburgh är i Sverige mest känt för ishockeylaget Pittsburgh Penguins. Lagets hemmaarena är Consol Energy Center. Framträdande profiler i Penguins är bland andra tidigare spelaren och nuvarande ägaren Mario Lemieux och spelarna Evgeni Malkin och Sidney Crosby.
Inom USA och amerikansk idrott är Pittsburgh främst känt för sitt amerikanska fotbollslag, Pittsburgh Steelers, som har Heinz Field som hemmaarena och som har vunnit Super Bowl flest gånger av alla lag (6 gånger). Även baseballaget Pittsburgh Pirates, vars hemmaarena är PNC Park, är välkänt. Pittsburgh Panthers är University of Pittsburgh's universitetslag. Ett basketlag och ett amerikanskt fotbollslag har det namnet. Båda ligger i toppdivisionen för universitetslag.

## Kultur
Pittsburgh har för sin storlek ovanligt många kulturella institutioner, många har tillkommit på privata initiativ och med hjälp av privata förmögenheter. Bland annat finns en symfoniorkester, the Pittsburgh Symphony Orchestra som spelar i Heinz Hall och en operaensemble, Pittsburgh Opera, som uppträder i the Benedum Center.

### Museer
Pittsburgh har ett antal museer, av vilka Andy Warhol Museum, Carnegie Museum of Natural History och Carnegie Museum of Art är de mer välkända. De två senare kallas gemensamt för Carnegie Museums och ligger i stadsdelen Oakland. På Carnegie Museum of Natural History finns ett antal originalfossil efter dinosaurier funna på 1920-talet i västra USA. På andra stora museer finns kopior av dessa. På Andy Warhol-museet, som ligger på norra sidan om Alleghenyfloden, kan man se ett stort antal verk av den världskända popkonstnären, samt föremål från Andys egna tidskapsel. Också på norra sidan om Alleghenyfloden ligger the Carnegie Science Center, även det en del av Carnegie museums, som har vetenskapliga utställningar riktade främst till barn och ungdomar.

### Botanisk trädgård
I Schenley Park, en stor park som ligger mellan Oakland och Squirrel Hill, ligger Phipps Conservatory and Botanical Gardens, som förutom botaniska trädgårdar också ibland har olika konstutställningar i växthuskomplexet.

### Matkultur

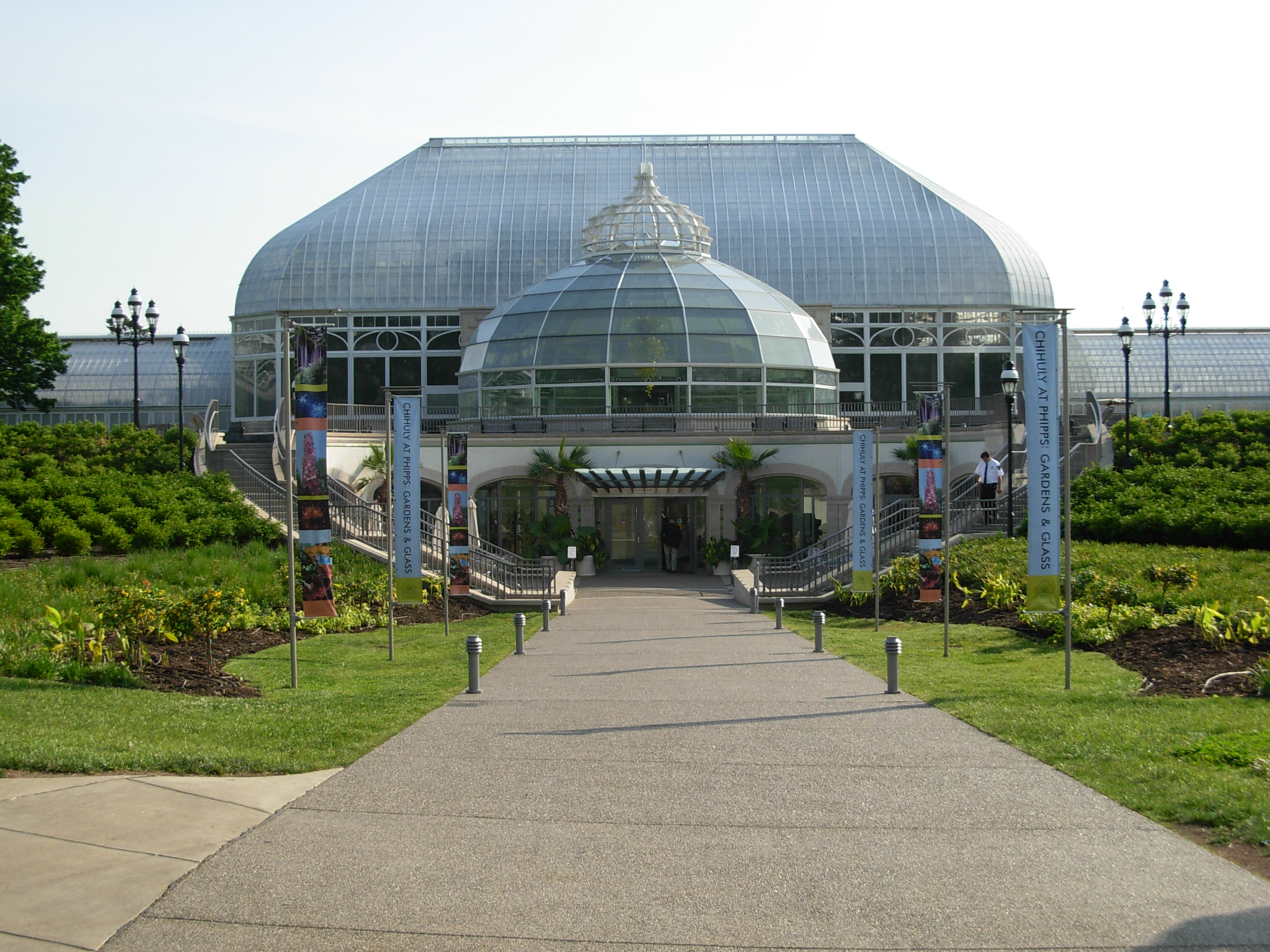
Phipps Conservatory and Botanical Gardens

Matkulturen i Pittsburgh är en blandning av de olika matkulturer som invandrargrupper har tagit med sig, främst ifrån östeuropa. Typiskt för Pittsburgh är pierogi, vilka närmast kan beskrivas som en sorts ravioli fyllda med potatismos och ibland också lök eller ost. Dessa kan kokas, friteras eller ugnbakas. Ett annat karaktäristiskt inslag är att använda pommes frites istället för krutonger i sallader. Välkänt är också en sorts sandwich som förutom själva smörgåspålägget också är fyllda med cole slaw och pommes frites. Primanti Brothers, en lokal sandwichkedja, är känd för denna typ av sandwich.

### Pittsburghdialekt
I Pittsburgh med omnejd talas en dialekt, Pittsburghengelska eller Pittsburghese. Viktiga influenser har varit skotsk och irländsk engelska samt ord ifrån olika östeuropeiska språk. Karaktäristiskt för dialekten är ombildning av en del vokalljud. Några exempel är att "downtown" låter som "dahntahn" på lokal Pittsburghdialekt; "iron" blir "arn" och "eagle" blir "igl".

## Övrigt
- Pennsylvania har restriktiva alkohollagar. Vin- och spritförsäljning sker i speciella statskontrollerade butiker. Öl säljs bara genom speciella distributörer eller genom barer och restauranger (beer to go). Kontrollorganet heter PLCB, (Pennsylvania Liquor Control Board).
- Det var i Shanksville i Somerset County cirka 100 kilometer sydost om Pittsburgh som det fjärde flygplanet, Flight 93, havererade under 11 september-attackerna på USA 2001.
- På Liberty Avenue ligger en restaurang, Church Brew Works med eget mikrobryggeri, i en före detta kyrka.
- Nordnordväst om Pittsburgh, i Lawrence County bor många Amish.